# Marienambulanz

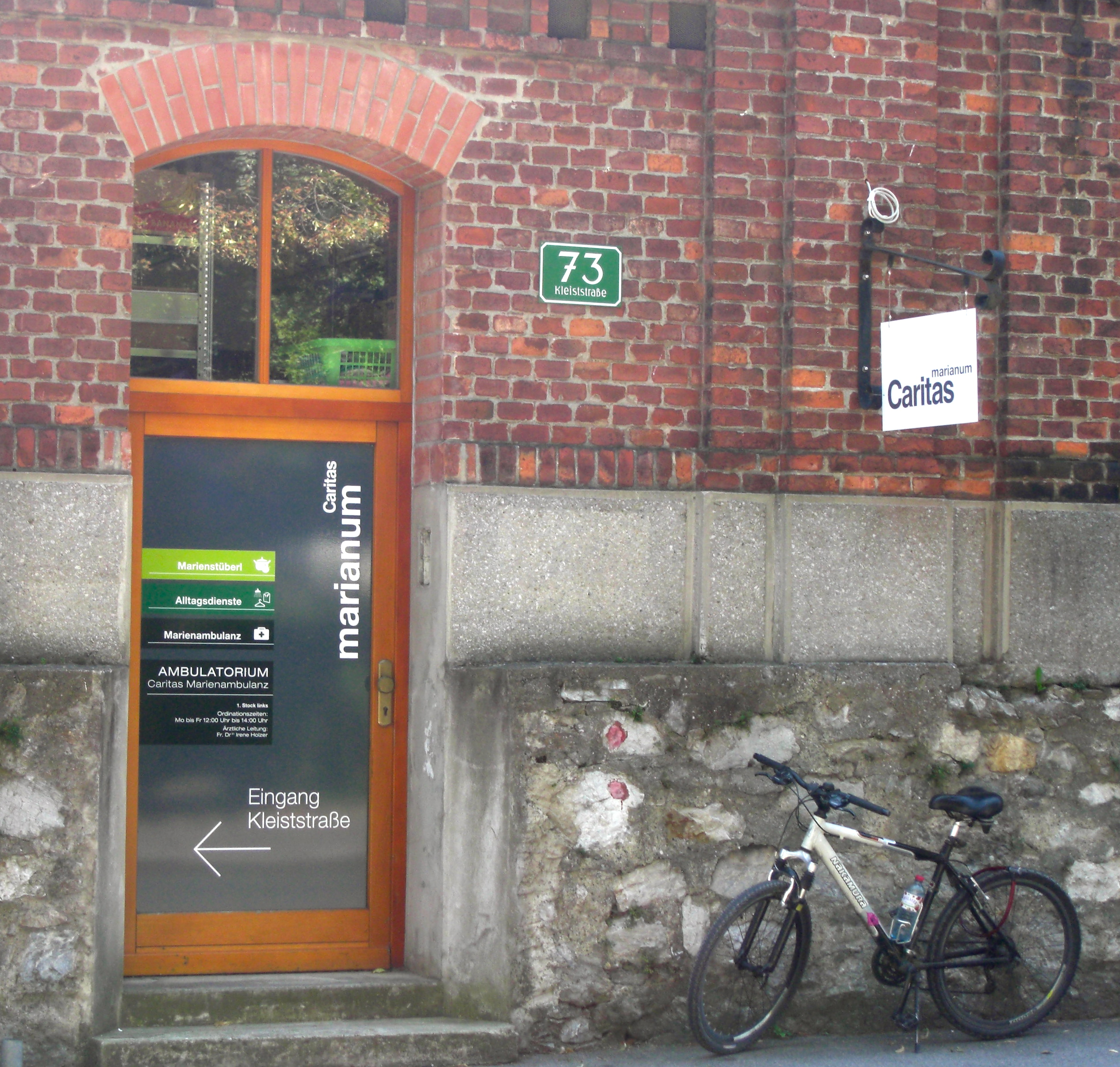
Eingangsschild Marienambulanz

Das Ambulatorium Caritas Marienambulanz in Graz ist eine Einrichtung der medizinischen Erst- und Grundversorgung für Menschen mit und ohne Krankenversicherung sowie für Menschen, die die Schwelle in das bestehende Gesundheitssystem nicht überwinden können.

## Beschreibung
Seit ihrer Eröffnung im April 1999 bietet die Marienambulanz eine niedrigschwellige allgemeinmedizinische Primärversorgung für Menschen, die keine Krankenversicherung haben, ohne rechtmäßigen Aufenthaltstitel in Österreich leben, aber auch für versicherte Personen, die aus persönlichen Gründen (wie beispielsweise Alkohol- und Drogenabhängigkeit, Scham, dem Wunsch nach Anonymität, schlechte Erfahrungen, fehlendes Wissen, sprachliche Barrieren) die Schwelle in das öffentliche Gesundheitswesen nicht überwinden können.
Niederschwelligkeit bedeutet, dass Patienten ohne Terminvereinbarung zur allgemeinmedizinischen Sprechstunde kommen können, dass keine E-Card benötigt wird, dass mit der Unterstützung ehrenamtlicher Dolmetscher Sprachbarrieren abgebaut werden, dass jeder auf gleiche respektvolle Art behandelt wird und dass bei Bedarf Medikamente mitgegeben werden. 2017 wurden 2421 Patienten behandelt. 33 % hatten keine Krankenversicherung.

## Angebot
Bedarfsgerechte Versorgung bedeutet im Fall der Marienambulanz, vor allem interdisziplinäre, zielgruppenorientierte Versorgung mit im Vergleich zu anderen Versorgungseinrichtungen deutlich verringertem Risiko von Fehl-, Über- und/oder Unterversorgung. Das Angebot setzt sich aus einer
- allgemeinmedizinische Sprechstunde, die täglich stattfindet, jeweils wöchentlich einer
- Frauensprechstunde, einer
- psychiatrische Sprechstunde, einer
- Diabetessprechstunde, einer
- Hypertoniesprechstunde,
- und zweimal wöchentlich einer sozialarbeiterischer Beratung, jeweils monatlich einer
- dermatologischen Sprechstunde, einer
- orthopädischen Sprechstunde und
- Physiotherapie zusammen.[3]

Für jene Menschen, die selbst den Weg in die Marienambulanz nicht überwinden können, gibt es nachgehende Angebote. Nachgehend bedeutet, dass die Patienten direkt an den Orten versorgt werden, wo sie sich aufhalten. Die
- Rollende Ambulanz ist ein Ambulanzbus, der wöchentlich Notschlafstellen und öffentliche Plätze in  Graz aufsucht, um die Menschen vor Ort medizinisch zu behandeln. Weiters findet im
- Kontaktladen und Streetwork im Drogenbereich eine aufsuchende medizinische Beratung und Betreuung statt.

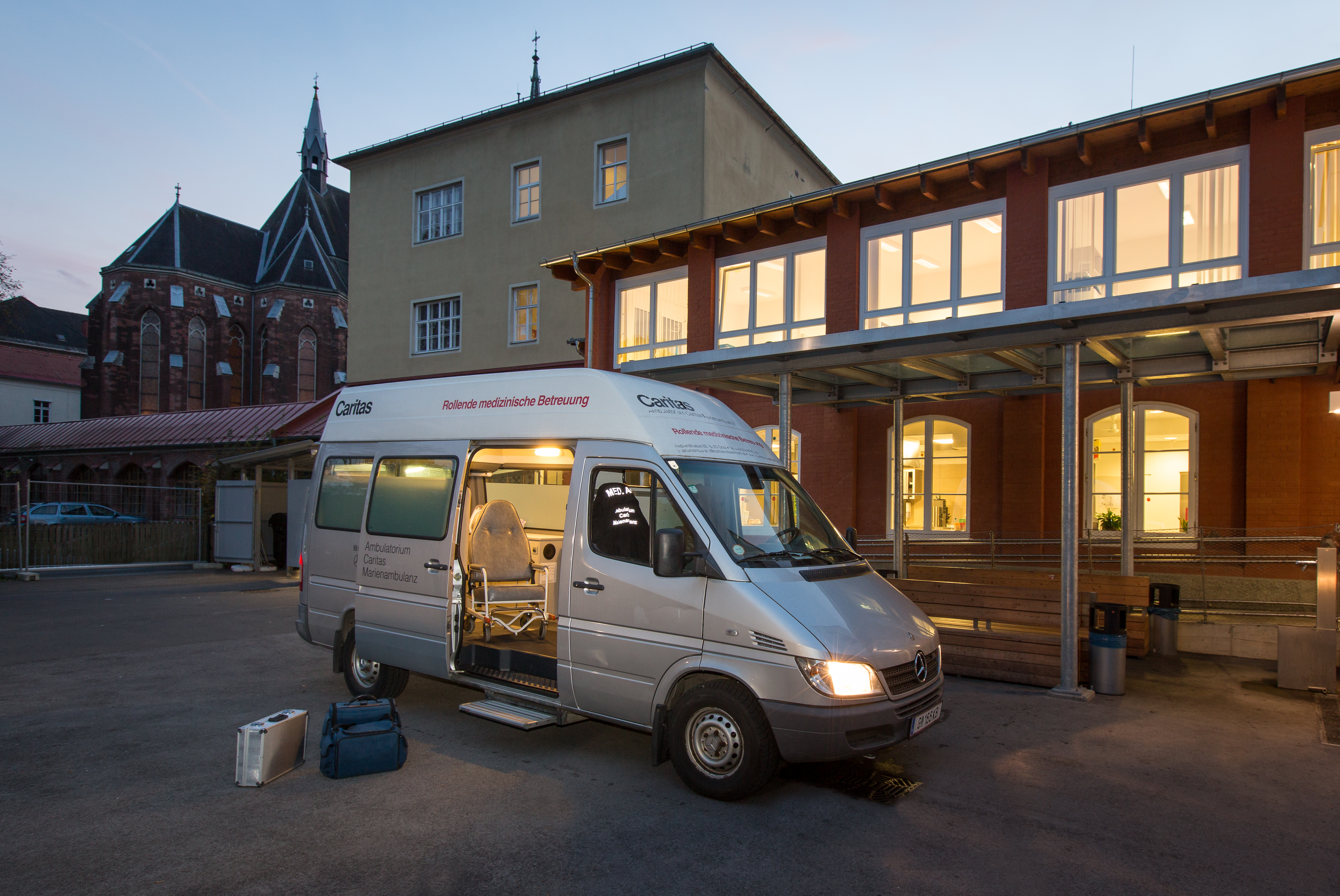
Die Rollende Ambulanz vor der Marienambulanz

Fachärzte aus unterschiedlichen medizinischen Bereichen behandeln unversicherte Patienten unentgeltlich in der Ambulanz sowie in ihren eigenen Räumlichkeiten.

## Geschichte
Ende der 1990er Jahre stieg mit der großen Anzahl an flüchtenden Menschen aus dem Kosovo, der Zunahme von Asylwerbern aus Afrika und der beträchtlichen Summe unversicherter Menschen aus Österreich der Bedarf an einer niederschwelligen medizinischen Versorgung. So begann ein bereits pensionierter Allgemeinmediziner Besucher des Caritas Marienstüberl kostenlos zu behandeln. Die Konsequenz daraus mündete in der Eröffnung der Marienambulanz, einer 44 m² großen Ordination in den Räumlichkeiten der Barmherzigen Schwestern (Mariengasse 12) mit der Caritas Diözese Graz-Seckau als Trägerin. Seit damals wuchs die Marienambulanz stetig und im Jahr 2006 wurde ihr der Status des Ambulatoriums anerkannt.
Im Jahr 2013 übersiedelte das Ambulatorium Caritas Marienambulanz von der Keplerstraße 82, wo sie lange untergebracht war, in die neuen Räumlichkeiten in der Mariengasse 24.

## Auszeichnungen
2017 SALUS – Steirischer Qualitätspreis für Gesundheit
2006 Menschenrechtspreis Christine Anderwald
2005 SozialMarie